# (6553) Seehaus
(6553) Seehaus est un astéroïde de la ceinture principale.

## Description
(6553) Seehaus est un astéroïde de la ceinture principale. Il fut découvert le 5 avril 1989 à La Silla par Michael Geffert. Il présente une orbite caractérisée par un demi-grand axe de 3,05 UA, une excentricité de 0,08 et une inclinaison de 13,4° par rapport à l'écliptique.

## Compléments